# مرق الثيوغليكولات

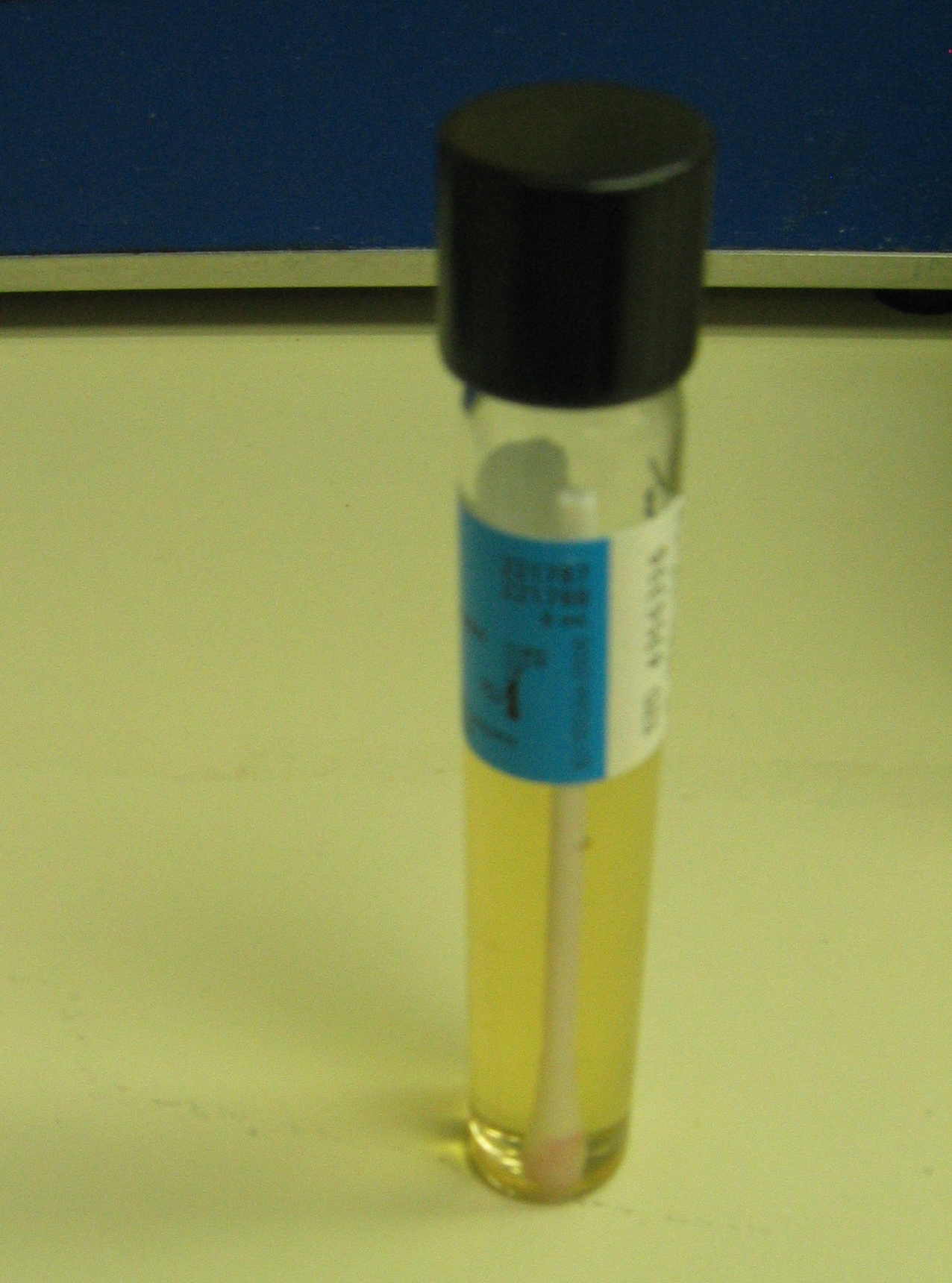
مرق الثيوغليكولات هو وسط تفيريقي يستخدم لعزل البكتيريا اللاهوئية الإجبارية عند الاشتباه بعدوى تسببها مثل هذا البكتريا.

مرق الثيوغليكولات هو وسيلة متعددة الأغراض ووسط تفريقي يستخدم في المقام الأول لتحديد متطلبات الأكسجين للكائنات الحية الدقيقة. يستهلك ثيوغليكولات الصوديوم الموجود في الوسط الأكسجين ويسمح بنمو اللاهوائيات الإجبارية. يؤدي هذا، جنبًا إلى جنب مع انتشار الأكسجين من أعلى المرق، إلى إنتاج مجموعة من تركيزات الأكسجين في الوسط على طول عمقه. تتم الإشارة إلى تركيز الأكسجين عند مستوى معين بواسطة صبغة حساسة للأكسدة والاختزال مثل الريسازورين (Resazurin) الذي يتحول إلى اللون الوردي في وجود الأكسجين. وهذا يسمح بالتفريق بين الكائنات الهوائية الإجبارية، واللاهوائية الإجبارية، واللاهوائيات الاختيارية، واليفات الهواء القليل، والكائنات الحية المتحملة للهواء. على سبيل المثال، سيتم رؤية أنواع المطثية اللاهوائية الإجبارية تنمو فقط في قاع أنبوب الاختبار.
يستخدم مرق الثيوجليكولات أيضًا لتجنيد الخلايا البلعمية في التجويف الصفاقي لدى الفئران عند حقنها داخل الصفاق. يقوم بتجنيد العديد من الخلايا البلعمية، لكنه لا يقوم بتنشيطها.

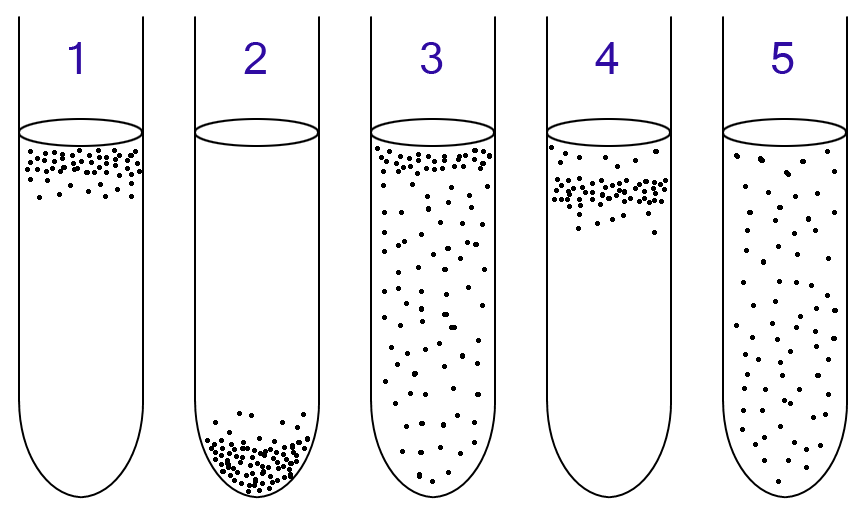
يمكن التعرف على الجراثيم حسب ألفتها للهواء عن طريق زرعها في أنابيب الاختبار من مَرَق الثيوغليكولات:
1: الجراثيم الهوائية المجبرة: تحتاج إلى الأكسجين لأنها لا تستطيع التخمير أو إجراء تنفس لا هوائي. تجتمع هذه الجراثيم في الجزء العلوي من الأنبوب حيث يكون تركيز الأكسجين هو أعلى ما يمكن.
2: الجراثيم اللاهوائية المجبرة: تتسمم بالأكسجين، لذلك تجتمع هذه الجراثيم في قاع الأنبوب حيث يكون تركيز الأكسجين أقل ما يمكن.
3: الجراثيم اللاهوائية المخيرة: تستطيع النمو مع أو بدون الأكسجين لأنها تستطيع أن تستقلب الطاقة هوائياً أو لا هوائياً. تجتمع هذه الجراثيم غالباً في الأعلى لأن التنفس الهوائي يولد أدينوسين ثلاثي الفوسفات (ATP) أكثر من التخمر أو التنفس اللاهوائي.
4: الجراثيم أليفة الهواء القليل: تحتاج للأكسجين لأنها لا تستطيع التخمير أو التنفس لاهوائياً. ومع ذلك، فهي تتسمم بالتراكيز العالية من الأكسجين. تجتمع هذه الجراثيم في الجزء العلوي من أنبوب الاختبار ولكن ليس في القمة.
5: الجراثيم المتحملة للهواء: لا تتطلب أكسجين لأنها تقوم باستقلاب الطاقة لاهوائياً. وعلى عكس الجراثيم اللاهوائية المجبرة، فإنها لا تتسمم بالأكسجين. يعثر عليها منتشرة بالتساوي في جميع أنحاء أنبوب الاختبار.